# Raitherr
Raitherr war in der Habsburgermonarchie bis ins 18. Jahrhundert die Bezeichnung eines ständischen (oder auch städtischen) Beamten, der die Steuereinhebung überprüfte und die Rechnungskontrolle durchführte. Der Begriff wurde aus dem einstigen oberdeutschen Wort raiten (für rechnen) abgeleitet.

## Geschichte
Raitherren wurden von den Landständen eines Landes (einer Grafschaft, eines Herzogtums, eines Erzherzogtums) fallweise und zeitlich begrenzt bestellt. War die vom Raitherrn geprüfte Abrechnung korrekt, wurde ein Raitbrief an die Steuereinheber ausgestellt. Vom frühen 17. Jahrhundert an wurde der ad hoc bestellte Raitherr von einem von den jeweiligen Landständen bestellten Raitkollegium (auch Raitrat) abgelöst; dessen Beamte wurden Raitmeister genannt.
Von der Mitte des 18. Jahrhunderts an wurde das Steuereinheben den Ländern und Ständen zunehmend von Beauftragten des in Wien amtierenden Monarchen  abgenommen. 1765 hob Landesherrin Maria Theresia den Ständischen Ausschuss und den Raitrat als staatliche Organe auf.
Oberste Rechnungskontrollbehörde war seit 1761 Maria Theresias Hof-Rechen-Cammer, der die ständischen Buchhaltungen unterstellt wurden. Sie kann als Vorläuferin des 1866 von Kaiser Franz Joseph I. eingerichteten Obersten Rechnungshofs betrachtet werden, der in Österreich 1919 vom bis heute bestehenden, dem Parlament verantwortlichen Rechnungshof abgelöst wurde.
Raitofficier wurden meist Beamte der staatlichen Verwaltung (Buchhaltung, Rechnungskammer) genannt.